# وقت الفرح
وقت الفرح هو برنامج تلفزيوني مخصص للأطفال قدمته الإعلامية الأردنية
عروب صبح على شاشة التلفزيون الأردني.

## نبذة عن البرنامج
- بدأت بإعداده وتقديمه الأعلامية الأردنية عروب صبح على شاشة التلفزيون الأردني في العام 1995 تضمن العديد من الفقرات الترفيهية والتعليمية التوعوية للإطفال إضافة للرسوم المتحركة وأغاني الأطفال التي غنتها عروب صبح
- كما كانت عروب تعرض رسومات الأطفال وتتلقى إتصالاتهم على الهواء مباشرة إضافة لمسابقات وألعاب يحصلون خلالها على جوائز قيمة كساعات سواتج وفليك فلاك حتى العام 1999
- في شهر رمضان من عام 1999 قامت شبكة راديو وتلفزيون العرب بشراء حقوق بثه من التلفزيون الأردني ليعرض بالتزامن على ART الأطفال بمبلغ نصف مليون دينار أردني في العام 1998 كسابقة من نوعها،
- بعدها إنتقل لشاشتها ليعرض حصريا تغير إسمه فيما بعد ليصبح أوقات الفرح  لكنه عاد بعد ذلك تحت اسم وقت الفرحلغاية العام 2003
- تنقلت بـ«أوقات الفرح» إلى دول عربية عدة فقدمت حلقات من دبي والقدس ومن غزة وبيت لحم والقاهرة.
- عام 2004 عاد ليعرض على شاشة التلفزيون الأردني لكن لدورة برامجية واحدة بعد توقف التلفزيون عن إنتاج البرامج.

شعار برنامج وقت الفرح القديم

- حصد البرنامج العديد من الجوائز في الجائزة الثانية لأفضل دراما للأطفال عن مسلسل الفانوس السحري في مهرجان تونس عام 1997.
- وهو العام نفسه الذي حصل فيه برنامجها وقت الفرح على الجائز الذهبية مهرجان القاهرة للإعلام العربي كأفضل برنامج تلفزيوني للإطفال عام 1997
- قامت بتغطية أهم المؤتمرات ومهرجانات الأطفال كمؤتمر الأطفال العرب ومهرجان أغنية الطفل
- كما قام بالكثير من الحملات كحملة المدرسة أحلى  ويلا نطش في محمية ضانا كما زارت عروب الكثير من المدراس في الأردن
- قام البرنامج بافتتاح الكثير من المكتبات في المدن الصغيرة الأردنية، شجع الأطفال على القراءة والنظافة وغسل الأسنان
- قام البرنامج بعمل حلقات خاصة من فلسطين ، مصر والكثير من الدول العربية والأوربية كمهرجان الطائرات الورقية في إيطاليا عام 1998
- عاد برنامج وقت الفرح مع عروب صبح ليعرض عبر قناتها الخاصة في اليوتيوب عام 2015 برعاية من مؤسسة عبد الحميد شومان بفقرات جديدة تتناسب مع تفكير الطفل في عصر التكنولجيا والتطور العلمي

## أشهر الشخصيات

سرحانة مش نسيانة س.م.ن
سمكات البرنامج الثلاثة فرحاتة وسعيدة ومبسوطة
ريري الكنباية

- سن سن
- الدودة دودي

## اغاني برنامج وقت الفرح
- أطلقت ألبوما خاصا بأغنيات وقت الفرح عام 1998[2]
- الربح و الخسارة
- اسنانك
- شو فيها
- الطعام المناسب
- ما تزعلش
- الكسل
- اضحك للدنيا
- ست البيت البحبوحة
- قابلنا باجمل ضحكة
- حل هالكشرة
- فرفشة
- وشك مراية
- البهلوان
- كبرها
- المدرسة احلى
- الصدق
- الالتزام بالوقت
- الاسثغابة و الفساد
- زيارة الاقارب
- الصدقة
- الصبر
- مساعة الاخرين
- عدم التبكر
- عمل الخير
- الشكر و الكلمات الطيبة
- النظافة
- العطف على الصغار
- الالتزام بالوعد
- اداب الطعام
- الامانة
- الاسنان
- الكسل
- الاحترام المتبادل
- الغيرة
- الزراعة
- الاعتماد على النفس
- حق الشارع
- احترام اراء الاخرين
- الانانية و حب النفس
- الاكل غير المناسب
- كيف نخل مشاكلنا بانفسنا
- المحافظة على الاشياء
- التعبير عن النفس
- تاثير سلبي
- العلاقة مع الاخوة الكبار